# Dashcode
Dashcode由Apple公司开发的，为了开发出Dashboard用的Widget，可以在iPhone／iPod Touch上用的Web Application而产生的开发工具。运行于Mac OS X v10.5。2006年12月20日，Mac OS X v10.4上的Dashcode的Beta版本正式发布。
2008年3月6日，从2.0版本开始向iPhone开发者提供了相应的开发套件（SDK），追加了开发iPhone/iPod Touch用的Web Application的功能，还提供了面向Web2.0网页设计师的简易RAD工具。

## 相关项目
- Apple Developers Tools
- Xcode
- JavaScript